# Rio Branco
Rio Branco és la capital de l'estat brasiler d'Acre. És situada 3100 km a nòrd-oest de la capital del país, Brasília.
És el municipi més poblat, de l'estat, i on viu la meitat de la població, més de 305.000 habitants (2009),i fou un dels primers assentament al rio Branco.

## Història
La ciutat va ser fundada el 28 de desembre de 1882. Va tenir el seu origen en una petita aglomeració de cases entorn de la refineria de cautxú Empresa, fundada l'any de 1882.
El 1904 l'aglomeració de cases va ser elevat a qualitat de poble, s'establí com a municipi i després, poc temps després a ciutat. Va passar a cridar-se Rio Branco l'any de 1912. El 1920 va passar a ser capital del llavors Territori d'Acre.

## Geografia
A una altitud de 153 metres sobre el nivell del mar. La ciutat està tallada pel riu Acre, que divideix la ciutat en dues parts, Disctrice primer i Segon. Actualment, el riu és travessat per sis ponts el pont més nou és el de Joaquim Macedo.
El municipi està situat a la microregió de Rio Branco,al Vale do Acre. Limita al nord amb els municipis de Bujari i Porto Acre i amb el d'Amazones, al sud amb els municipis de Xapuri i Capixaba a l'est amb el municipi de Senador Guiomard i a l'oest amb el municipi de Sena Madureira.

### Clima
El municipi que té la temperatura mitjana anual més baixa entre les capitals del Nord. Té un clima equatorial, amb temperatures que oscil·len entre els 25 °C i 38 °C en els dies més calorosos de l'any. Ubicat 153 metres sobre el nivell del mar, les temperatures més baixes es produeixen a la nit, amb els registres de freqüència de 22 °C a la matinada. El període comprès entre els mesos de desembre i març correspon a l'època més calorosa de l'any, amb màximes de 38 °C i amb l'aparició d'incendis. Normalment, entre maig i agost, la ciutat pateix el fred, el registre de temperatures molt baixes (al voltant de 15 °C) per als estàndards regionals.

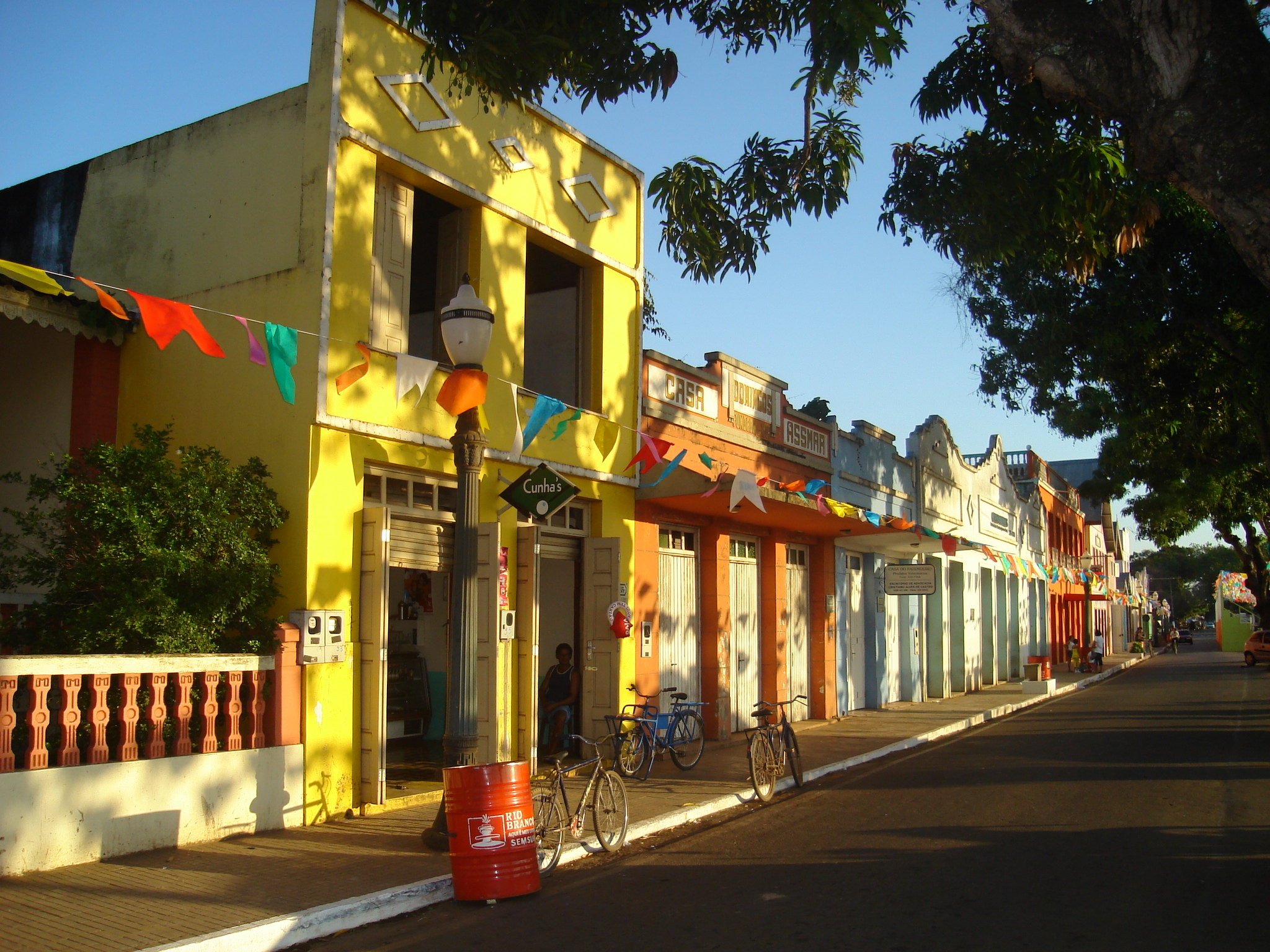
Cases històriques de la ciutat de Rio Branco.